# Óscar Insausti
Óscar Insausti Guelbenzu -conocido como Insausti- (Pamplona, 17 de febrero de 1964) es un pelotari español profesional retirado en la modalidad de pala, que compaginaba su actividad deportiva con su trabajo como empleado de una entidad bancaria.
Llegó a participar en los Juegos Olímpicos de Barcelona de 1992 en los que ganó la medalla de oro (la pelota vasca fue deporte de exhibición), formando pareja con Juan Pablo. Su último partido como profesional fue el 6 de enero de 2003 en Bilbao.

## Palmarés
- 1984 – Campeón del Mundo Sub-22 Paleta y Pala corta (Uruguay)
- 1986 – Campeón Mundo Absoluto Paleta cuero (Vitoria)
- 1990 – Campeón Mundo Absoluto Paleta cuero (Cuba)
- 1992 – Campeón Olímpico (Barcelona)

- Datos: Q6174827